# Sabata
Sabata är en italiensk spaghettiwestern  från 1969, regisserad av Gianfranco Parolini, och är den första av tre filmer om Sabata, som spelas av Lee Van Cleef. På italienska heter filmen Ehi amico ... c'è Sabata, hai chiuso!, vilket grovt kan översättas till Hej kompis... Sabata är här, du är körd!

## Handling
Filmen utspelar sig i en liten stad i Texas, dit Sabata anländer precis efter ett bankrån. Han ger sig då ut på jakt efter bankrånarna för att kunna hämta tillbaka kassaskåpet.

## Om filmen
Filmen släpptes den 27 januari 1971 i Sverige.

## Uppföljare
Filmen fick 1970 uppföljaren Adiós, Sabata (Indio Black, sai che ti dico: Sei un gran figlio di...), med Yul Brynner i huvudrollen, och 1971 uppföljaren Sabatas återkomst (È tornato Sabata... hai chiuso un'altra volta!), där Lee Van Cleef återkom i huvudrollen. Uppföljarna var i likhet med den ursprungliga filmen regisserade av Gianfranco Parolini.